# Ковачи (община Котор)
Ковачи (на сръбски: Ковачи) е село в Черна гора, разположено в община Котор. Населението му според преброяването през 2011 г. е 108 души.

## Население
Численост на населението според преброяванията през годините:
- 1948 – 107 души
- 1953 – 113 души
- 1961 – 118 души
- 1971 – 118 души
- 1981 – 111 души
- 1991 – 98 души
- 2003 – 81 души
- 2011 – 108 души